# Andreas Bick
Andreas Bick (* 1964 in Marl, Niedersachsen) ist ein deutscher Komponist, Klangkünstler und Hörspielmacher.

## Leben
Andreas Bick ist Autodidakt. 1983 zog er nach West-Berlin, spielte in mehreren Bands, arbeitete als Tontechniker und führte ein akustisches Tagebuch, indem er: „Aufnahmen von allem machte, was mir in die Quere kam. Beim Anhören meiner Aufnahmen konnte ich Bilder zurückrufen und Gefühle mit einer Tiefenschärfe wiedererwecken, wie es mir mit Fotografien nicht möglich war“, schrieb er in einem Gastbeitrag für Die Zeit. Zwischen 1992 und 1996 baute er als Musikpädagoge das Modellprojekt Hip-Hop-Mobil auf. 
Seit 1996 ist Andreas Bick als Filmkomponist tätig. Er schrieb unter anderem die Titelmusik Für die ZDF-Fernsehreihe Sperling. Die erste Folge Sperling und das Loch in der Wand unter der Regie von Dominik Graf mit Teilen seiner Filmmusik wurde 1997 mit dem Adolf-Grimme-Preis ausgezeichnet. Die Jugendserie Berlin, Berlin erhielt 2004 mehrere Auszeichnungen wie den International Emmy Award und den Deutschen Fernsehpreis. Die Fernsehserien Zwei Engel für Amor und Die Familienanwältin wurden für den Adolf-Grimme-Preis und den Deutschen Fernsehpreis nominiert.
Daneben realisiert er Klangkompositionen und Hörspielmusiken für verschiedene Radiosender. Seine Klangkompositionen wurden mit dem Prix Ars Acustica, dem Karl-Sczuka-Förderpreis, dem Prix Phonurgia Nova und einer Silver World Medal bei den New York Festivals Awards ausgezeichnet. 
Hörspiele, für die Andreas Bick die Musik schrieb, erhielten den Deutschen Hörbuchpreis und die Auszeichnung Hörspiel des Monats. Als Hörspielregisseur und -produzent realisierte er eine Bearbeitung von Roland Barthes’ Fragmente einer Sprache der Liebe. Für sein Radio-Feature Pasted! Wir sind die Zukunft der Musik wurde ein eigener Webplayer entwickelt. Für Tanzchoreografien von Ismael Ivo im Rahmen der Tanzbiennale Venedig und dem Paestum Festival komponierte Bick die szenische Musik.
Andreas Bick bloggt unter dem Titel Silent Listening über Medienthemen und akustische Phänomene. 2013 war er Mitglied der Nominierungsjury des Deutschen Hörbuchpreises.

## Auszeichnungen
- 2000 Prix Ars Acustica für Dripping
- 2002 Karl-Sczuka-Preis (Förderpreis) für Windscapes
- 2008 Prix Phonurgia Nova für Fire and Frost Pattern
- 2009 Silver World Medal der New York Festivals Awards in der Kategorie „Bester Sound“ für Chronostasis
- 2011 Deutscher Hörbuchpreis für Das Haus. House of Leaves von Mark Z. Danielewski
- 2014 Hörspiel des Monats Januar für Onno Viets und der Irre vom Kiez von Frank Schulz, Regie: Wolfgang Seesko (NDR)
- 2015 Hörspiel des Monats August für Nicht mir mir von Per Petterson, Regie: Steffen Moratz (D-Kultur/HR)
- 2025 Hörspiel des Monats August für Die Erschöpften, von Oliver Sturm, Regie: der Autor (NDR/DLF)

## Filmmusiken
- 1996–1998 Sperling (Fernsehreihe, ZDF)
  - 1996 Sperling und das Loch in der Wand, Regie: Dominik Graf
  - 1997: Sperling und der gefallene Engel
  - 1998: Sperling und der brennende Arm
  - 1998: Sperling und das schlafende Mädchen
- 1997: Kids von Berlin, Regie: Markus Imboden, Dieter Berner (ZDF)
- 1997: Playboys, Regie: Pepe Danquart (Kino)
- 1997/1998: Klinikum Berlin Mitte, Regie: Udo Witte, Christian Schumacher u. a. (SAT1)
- 1999: Tatort: Tödliches Labyrinth, Regie: Dieter Berner (ARD)
- 1999: Tatort: Der Trippler, Regie: Michael Lähn (ARD)
- 2000: Tatort: Das letzte Rodeo, Regie: Pete Ariel (ARD)
- 2001: Pinky und der 1.000.000 Mops, Regie: Stefan Lukschy (Kino)
- 2002–2005: Berlin Berlin, Regie: Franziska Meyer Price, Sven Unterwaldt, Christoph Schnee u. a. (ARD)
- 2003: Nur Anfänger heiraten, Regie: Franziska Meyer Price (SAT1)
- 2005: Ich bin ein Berliner, Regie: Franziska Meyer Price (SAT1)
- 2005–2011: Der Dicke, Regie: Thomas Jahn, Lars Jessen, Josh Broecker u. a. (ARD)
- 2006: Ein Fall für den Fuchs, Regie: Franziska Meyer Price (SAT1)
- 2006: Zwei Engel für Amor, Regie: Christoph Schnee, Arne Feldhusen (ARD)
- 2006/2007: Die Familienanwältin, Regie: Richard Huber, Christoph Schnee, Olaf Kreinsen u. a. (RTL)
- 2011: Die Akte Kleist, Regie: Simone Dobmeier, Hedwig Schmutte, Torsten Striegnitz (Arte)
- 2013: Die Akte Zarah Leander, Regie: Simone Dobmeier, Torsten Striegnitz (Arte)
- 2016: Zwischen den Stühlen, Regie: Jakob Schmidt

## Hörspiele und Radiokunst
- 2000 Sono Taxis (WDR)
- 2000 Tagesringe (DLR)
- 2000 Dripping (WDR)
- 2001 Windscapes (DLR)
- 2002 Der Klang der Haut (WDR)
- 2006/2007 Fire Pattern, Frost Pattern (DLR)
- 2009 Chronostasis (WDR)
- 2009 Phonemenon (WDR)
- 2010 A Pot Calling The Kettle Black für die Website Silence Radio
- 2010 Fragmente einer Sprache der Liebe nach dem gleichnamigen Buch von Roland Barthes (WDR)
- 2012 Pasted! Wir sind die Zukunft der Musik (DLR)
- 2014 Bay Area Disrupted Feature und Multimedia-Reportage (WDR)
- 2016 Der Goldene Handschuh (nach dem Roman von Heinz Strunk, NDR)

## Hörspielmusiken
- 2003: In Siena, an einem Regentag von Idalberto Fei, Regie: Götz Naleppa (DLR)
- 2005: Parzivals Weg von Tankred Dorst, Regie: Beate Andres (DLR)
- 2007: Toter Mann von Andrea Camilleri, Regie: Götz Naleppa (DLR)
- 2008: Mieses Karma von David Safier, Regie: Beatrix Ackers (NDR)
- 2008: Ein Held unserer Zeit von Michail Jurjewitsch Lermontow, Regie: Oliver Sturm (DLF)
- 2009: Das Haus. House of Leaves (Ebene 3 Dunkelkammer) von Mark Z. Danielewski, Regie: Martin Zylka (WDR)
- 2010: Der Einsturz zu Köln von Peter Meisenberg, Regie: Martin Zylka (WDR)
- 2011: Die Macht der Warlords von Mogadischu von Bettina Rühl, Regie: Martin Zylka (SWR)
- 2011: Nächtelang über dem Fluss von Sylvia Kabus, Regie: Christine Nagel (MDR)
- 2011: Dann sind wir Helden von Jochen Rausch, Regie: Martin Zylka (WDR)
- 2011: Die Haarschublade von Emmanuelle Pagano, Regie: Beatrix Ackers (SR)
- 2011: Tschick von Wolfgang Herrndorf, Regie: Iris Drögekamp (NDR)
- 2012: Der Alltag des Herrn Held von Jan Georg Schütte und Wolfgang Seesko Regie: die Autoren (NDR)
- 2013: Flughunde von Marcel Beyer, Regie: Iris Drögekamp (SWR)
- 2014: Onno Viets und der Irre vom Kiez von Frank Schulz, Regie: Wolfgang Seesko (NDR)
- 2014: Räuber.Schuldengenital von Ewald Palmetshofer, Regie: Hannah Georgi (WDR)
- 2015: Elser von Fred Breinersdorfer, Regie: Iris Drögekamp (SWR)
- 2015: Draußen unter freiem Himmel. Manifest 49 von Falkner, Regie: Hannah Georgi (WDR)
- 2015: Nicht mit mir von Per Petterson, Regie: Steffen Moratz (D-Kultur/HR)
- 2018:  Geronimo (4 Teile) von Leon de Winter, Regie: Christiane Ohaus (NDR)